# Галіфакс (графство)
Графство Галіфакс (англ. Halifax) — графство в Канаді, у провінції Нова Шотландія.

## Населення
За даними перепису 2016 року, графство нараховувало 403 390 жителів, показавши зростання на 3,3%, порівняно з 2011-м роком. Середня густина населення становила 73,4 осіб/км².
З офіційних мов обидвома одночасно володіли 49 585 жителів, тільки англійською — 347 435, тільки французькою — 340, а 2 210 — жодною з них. Усього 30 865 осіб вважали рідною мовою не одну з офіційних, з них 80 — одну з корінних мов, а 190 — українську.
Працездатне населення становило 67% усього населення, рівень безробіття — 7,3% (8% серед чоловіків та 6,6% серед жінок). 89,2% були найманими працівниками, 8,9% — самозайнятими.
Середній дохід на особу становив $46 429 (медіана $36 089), при цьому для чоловіків — $55 049, а для жінок $38 482 (медіани — $42 874 та $31 004 відповідно).
25,3% мешканців мали закінчену шкільну освіту, не мали закінченої шкільної освіти — 14,7%, 60% мали післяшкільну освіту, з яких 48,5% мали диплом бакалавра, або вищий, 3 920 осіб мали вчений ступінь.
| Статево-вікова структура населення | Статево-вікова структура населення | Статево-вікова структура населення | Статево-вікова структура населення | Статево-вікова структура населення |
| ---------------------------------- | ---------------------------------- | ---------------------------------- | ---------------------------------- | ---------------------------------- |
|                                    |                                    |                                    |                                    |                                    |
| Всього                             | Всього                             | 48,4%51,6%                         |                                    |                                    |
| 0 — 14 років                       | 0 — 14 років                       |                                    | 15%                                | 15%                                |
| 15 — 64 років                      | 15 — 64 років                      |                                    | 69,3%                              | 69,3%                              |
| 65 і більше                        | 65 і більше                        |                                    | 15,7%                              | 15,7%                              |
| 85 і більше                        | 85 і більше                        |                                    | 1,8%                               | 1,8%                               |
| 100 і більше                       | 100 і більше                       |                                    | 0%                                 | 0%                                 |
| Середній вік (років)               | Середній вік (років)               | 39,941,8                           | 40,9                               | 40,9                               |
| Медіана (років)                    | Медіана (років)                    | 39,842,1                           | 41,0                               | 41,0                               |
| — чоловіки — жінки                 |                                    |                                    |                                    |                                    |

| Походження мешканців:     | Походження мешканців:     | Походження мешканців: | Походження мешканців: | Походження мешканців: |
| ------------------------- | ------------------------- | --------------------- | --------------------- | --------------------- |
| Походження                |                           |                       | осіб                  | %                     |
| Корінні американці        | Корінні американці        |                       | 26 725                | 6.72%                 |
| Інше північноамериканське | Інше північноамериканське |                       | 163 560               | 41.13%                |
| Європейське               | Європейське               |                       | 276 190               | 69.46%                |
| британське                | британське                |                       | 228 910               | 57.57%                |
| французьке                | французьке                |                       | 66 425                | 16.71%                |
| українське                | українське                |                       | 5 155                 | 1.3%                  |
| Карибське                 | Карибське                 |                       | 3 570                 | 0.9%                  |
| Латинськоамериканське     | Латинськоамериканське     |                       | 2 060                 | 0.52%                 |
| Африканське               | Африканське               |                       | 12 510                | 3.15%                 |
| Азійське                  | Азійське                  |                       | 33 575                | 8.44%                 |
| Океанійське               | Океанійське               |                       | 550                   | 0.14%                 |

| Зайнятість населення за галузями (за класифікацією NOC): | Зайнятість населення за галузями (за класифікацією NOC): | Зайнятість населення за галузями (за класифікацією NOC): | Зайнятість населення за галузями (за класифікацією NOC): | Зайнятість населення за галузями (за класифікацією NOC): |
| -------------------------------------------------------- | -------------------------------------------------------- | -------------------------------------------------------- | -------------------------------------------------------- | -------------------------------------------------------- |
|                                                          |                                                          |                                                          |                                                          |                                                          |
| Управління                                               | Управління                                               |                                                          | 11%                                                      | 11%                                                      |
| Бізнес, фінанси та адміністрування                       | Бізнес, фінанси та адміністрування                       |                                                          | 16,6%                                                    | 16,6%                                                    |
| Природничі та прикладні науки                            | Природничі та прикладні науки                            |                                                          | 7,9%                                                     | 7,9%                                                     |
| Охорона здоров'я                                         | Охорона здоров'я                                         |                                                          | 7,9%                                                     | 7,9%                                                     |
| Освіта, правозахист, муніципальні та урядові служби      | Освіта, правозахист, муніципальні та урядові служби      |                                                          | 13,7%                                                    | 13,7%                                                    |
| Мистецтво, культура, відпочинок та спорт                 | Мистецтво, культура, відпочинок та спорт                 |                                                          | 3,4%                                                     | 3,4%                                                     |
| Роздрібна торгівля та послуги                            | Роздрібна торгівля та послуги                            |                                                          | 24,9%                                                    | 24,9%                                                    |
| Гуртова торгівля, транспорт та обладнання                | Гуртова торгівля, транспорт та обладнання                |                                                          | 11,8%                                                    | 11,8%                                                    |
| Природні ресурси, сільське господарство                  | Природні ресурси, сільське господарство                  |                                                          | 1,2%                                                     | 1,2%                                                     |
| Виробництво                                              | Виробництво                                              |                                                          | 1,7%                                                     | 1,7%                                                     |

## Клімат
Середня річна температура становить 6,1°C, середня максимальна – 22°C, а середня мінімальна – -11,4°C. Середня річна кількість опадів – 1 462 мм.
| Клімат поселення                              | Клімат поселення | Клімат поселення | Клімат поселення | Клімат поселення | Клімат поселення | Клімат поселення | Клімат поселення | Клімат поселення | Клімат поселення | Клімат поселення | Клімат поселення | Клімат поселення | Клімат поселення |
| Показник                                      | Січ.             | Лют.             | Бер.             | Квіт.            | Трав.            | Черв.            | Лип.             | Серп.            | Вер.             | Жовт.            | Лист.            | Груд.            |                  |
| Середній максимум, °C                         | −0,5             | −0,47            | 3,80             | 9,08             | 14,59            | 19,67            | 21,98            | 21,92            | 17,97            | 12,28            | 7,37             | 1,48             |                  |
| Середня температура, °C                       | −5,94            | −5,88            | −1,64            | 3,64             | 9,16             | 14,26            | 18,04            | 17,98            | 14,02            | 8,33             | 3,44             | −2,46            |                  |
| Середній мінімум, °C                          | −11,35           | −11,3            | −7,06            | −1,78            | 3,75             | 8,83             | 14,10            | 14,02            | 10,06            | 4,38             | −0,52            | −6,41            |                  |
| Норма опадів, мм                              | 137              | 110              | 126              | 118              | 115              | 108              | 106              | 106              | 113              | 127              | 154              | 142              |                  |
| Середньомісячна швидкість вітру, м/с          | 5.56             | 5.46             | 5.36             | 4.96             | 4.42             | 4.02             | 3.66             | 3.59             | 4.10             | 4.88             | 5.26             | 5.78             |                  |
| Середньомісячна сонячна радіація, кДж/м²·день | 5082             | 8304             | 12068            | 14920            | 18040            | 20386            | 19946            | 17798            | 13625            | 8683             | 5107             | 3922             |                  |
| --------------------------------------------- | ---------------- | ---------------- | ---------------- | ---------------- | ---------------- | ---------------- | ---------------- | ---------------- | ---------------- | ---------------- | ---------------- | ---------------- | ---------------- |
| Джерело:                                      |                  |                  |                  |                  |                  |                  |                  |                  |                  |                  |                  |                  |                  |